# Jean-Louis Pascal
Jean-Louis Pascal (Paris, 4 de junho de 1837 – Paris, 17 de maio de 1920) foi um arquiteto da tradição das Beaux-Arts francês.

## Vida e obra

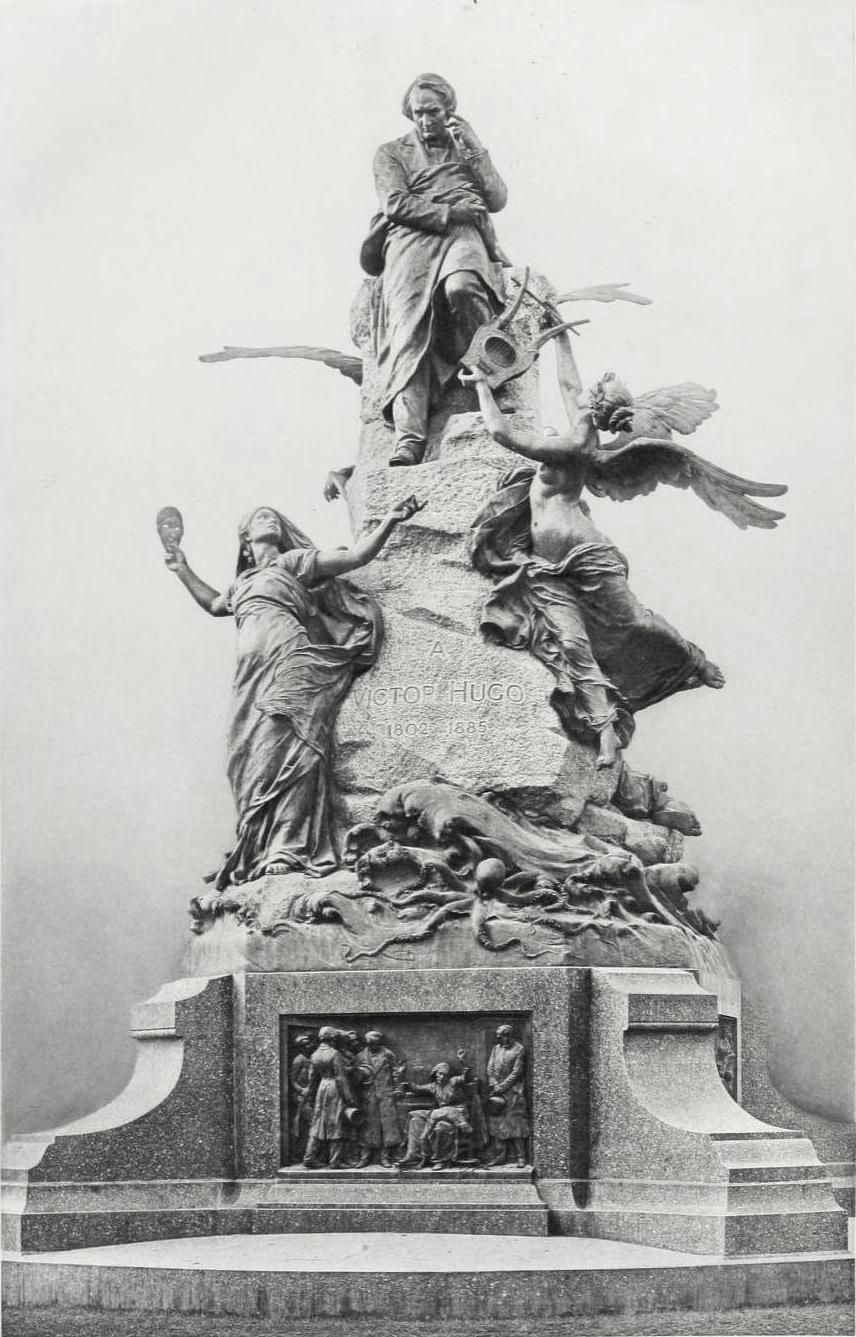
Monumento a Victor Hugo, 1902

Pascal estudou na École nationale supérieure des beaux-arts de Paris, aluno de Émile-Jacques Gilbert e Charles-Auguste Questel.
Na quinta tentativa ganhou em 1866 o Prix de Rome de arquitetura, após ter obtido o segundo lugar em 1859 e 1864. Foi um dos mestres na construção do Palácio das Tulherias e auxiliou Charles Garnier na construção da Ópera Garnier. Projetou para o pintor William-Adolphe Bouguereau, o mestre do academicismo, seu atelier e moradia na Rue Notre-Dame-des-Champs 75. Do início de 1867 ao final de 1870 morou - devido ao prêmio e uma bolsa - na Villa Medici em Roma, e investigou o Palatino e as escavações de Pompeia.

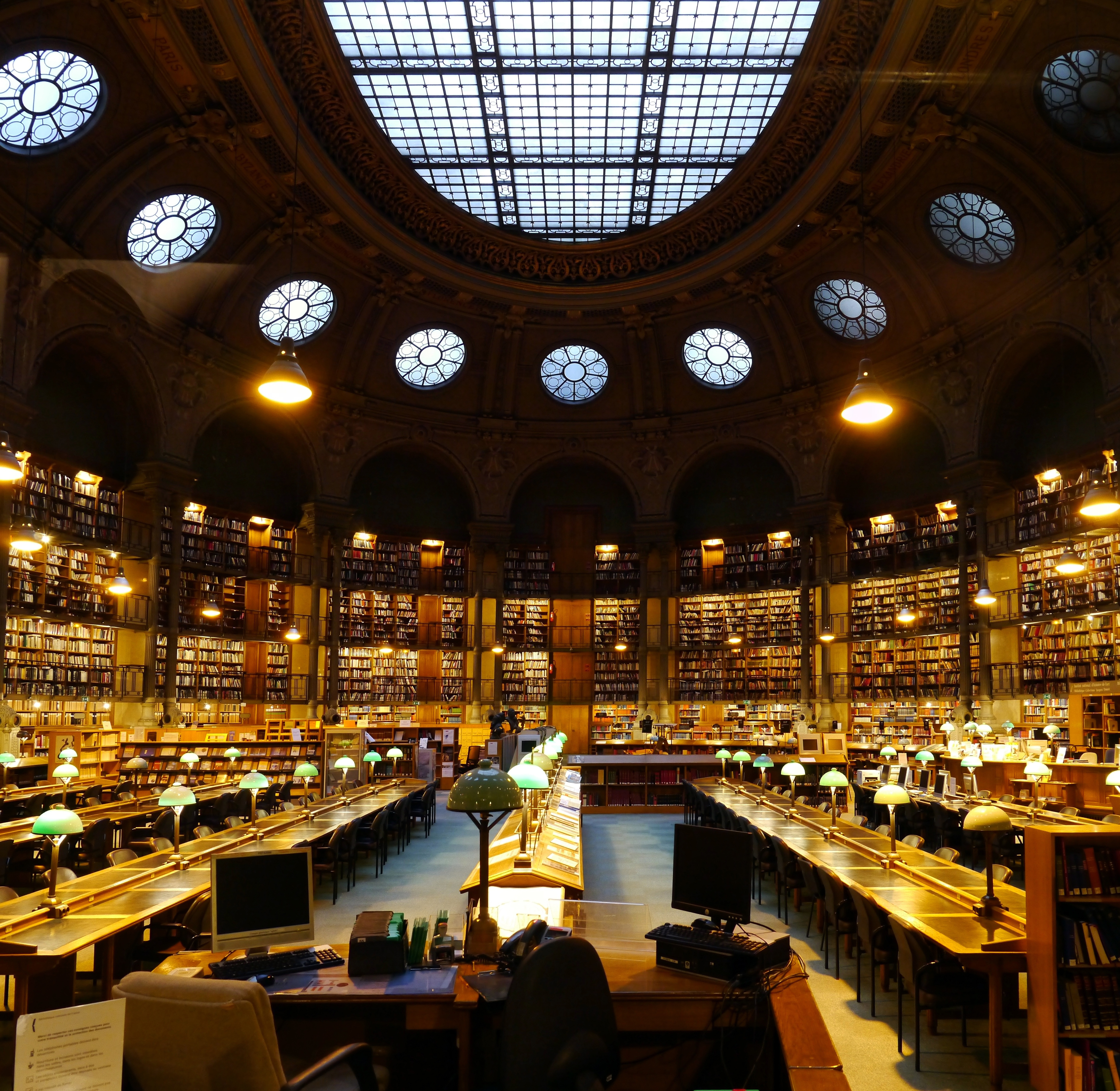
Salle Ovale, Biblioteca Nacional da França, 1916-1936

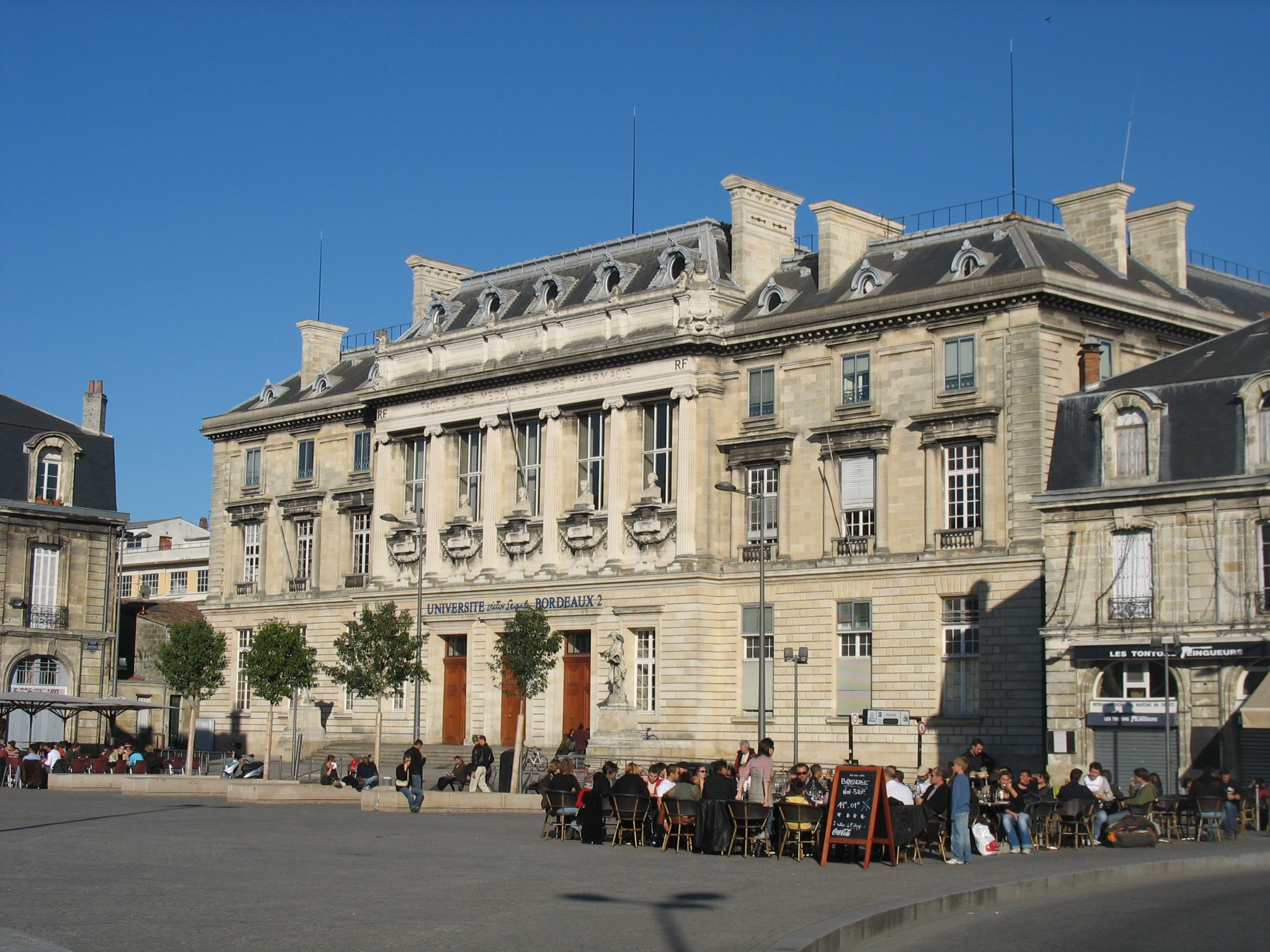
Faculdade de Medicina e Farmácia da Université Bordeaux II

## Obras selecionadas
- 1869-1873 Reconstrução do Château d'Escurès em Commes, Calvados[1]
- 1876-1888, e 1902-1922 Faculdade de Medicina e Farmácia da Université Bordeaux II, Bordeaux
- 1883 Mairie e escola em Ablon-sur-Seine, Vale do Marne[2]
- 1883-1884 Palácio Königswarter na Rue de Prony 12, 17º arrondissement de Paris[3]
- 1908 Château du Doux em Altillac, Corrèze

## Condecorações
- 1866 Prix de Rome
- 1914 Medalha de Ouro do AIA
- 1914 Medalha de Ouro do RIBA